# 内喀尔喀
内喀尔喀，是明末时漠南蒙古部落。
16世纪初，达延汗统一东蒙古，建六万户：左翼察哈尔、喀尔喀、兀良哈，右翼鄂尔多斯、土默特、永谢布。喀尔喀万户最初牧地在哈拉哈河流域，故以河为万户之名。由达延汗之子格列山只台吉、纳力不剌台吉统领。格列山只台吉西迁漠北为外喀尔喀，纳力不剌台吉南迁为内喀尔喀。内喀尔喀分为五个鄂托克，纳力不剌台吉之子虎喇哈赤的五个儿子兀把赛、速把亥、兀班、炒花、答补分别管理扎鲁特、巴林、叭要（巴岳特）、我着（乌济叶特）、弘吉剌五部。因为炒花势力最大，明朝称之为“炒花五大营”。
后金兴起时，因其附属于察哈尔，内喀尔喀遭受重创，只剩下扎鲁特部、巴林部二部，被清朝征服後二部不以喀尔喀为名。另有17世纪从外喀尔喀内迁的喀尔喀左翼、右翼二部，成为内扎萨克蒙古仅存的以“喀尔喀”为名的部落。